# 長尾郁子
長尾 郁子（ながお いくこ、1871年 - 1911年2月26日）は、透視能力と念写能力を持つ超能力者として福来友吉に紹介された日本の女性である。千里眼事件として報じられた人物の一人。

## 生涯

### 御船千鶴子に触発されて修練
裁判所の判事長尾与吉の妻で、1男2女の母親であった。観音信仰が篤く、御船千鶴子に関する報道に刺激されて精神統一して修練を積み、透視ができるようになったという。的中率が高いと評判になり、讃岐実業新聞（現・四国新聞）が報道して福来友吉の目に止まった。
福来友吉は地元の協力者で丸亀尋常中学校（現・香川県立丸亀高等学校）教頭だった菊池俊諦を通じ、京都帝国大学医学博士の今村新吉を誘って実験に入った。能力上は当初御船千鶴子に劣ったが、対面して透視を行なえたので詐術の疑惑を受けにくいと判断された。また未現像の写真乾板を送って透視してもらい透視結果を出してもらってから現像するという方法で不正疑惑を避けようとした。数回の実験では的中した。

### 「念写」の可能性
また、カブリが発生していたことから、福来は念写の可能性を考え始めた。何度も実験するうちにだんだん念写がはっきりし、また複雑な文字なども可能になり、「念写」（Nengraphy ）と命名し数多くの実験結果を学会に発表した。
この少し前、京都帝国大学の三浦恒助という学生も長尾郁子の能力を実験し、念写について精神作用ではなく物理現象によるものとの見解を発表し、念写を起こす光線を「京大光線」と命名した。これにより、心理学界と物理学界の間で大きな波紋を起こすことになった。

### 「条件付きの実験」により反感
このことから、どちらかと言えば当初より福来友吉の実験に反対の立場であった山川健次郎がリーダーとなって、透視と念写の実験に訪れ、福来がオブザーバーとして立ち会うことになった。しかし長尾郁子は、少しでも疑われたり邪心があったりすれば精神統一ができないと実験に以下の条件をつけ、学者の反感を買った。
1. 実験者があらかじめ作った問題を直接実験室に持ち込まないで、まず準備室に置くこと。
2. その問題は、全員が実験室に集まった後、長尾郁子の許可を得て持ち込むこと。
3. 外部からの問題持ち込みの際、封印や糊付はしないこと。
4. 準備室で書く時、書き直しは認めない。
5. 写真乾板に念写する文字は長尾郁子が指定し、脳裏に浸透させるため一夜前に申し込むこと。

不穏な空気の中で行なわれた実験でも長尾郁子側に内密のまま不正開封発見のために入れた鋼鉄線がなくなる、封印が破られているなど不正手段を使ったと思われる状況があったが、不正発見手段は内密に行なわれたことで公表できなかったため、ひとまず「成功」として報道された。

### 急性肺炎で死去
しかし続いて行なわれた実験で、山川健次郎側が写真乾板を入れ忘れて念写を依頼する手違いがあり、山川健次郎が謝罪して何とか実験が続行されることになったが、長尾郁子の超能力を疑う学者の中から一方的に「透視と念写は全くの詐欺である」旨の見解を報道陣に発表した。
これにより、長尾郁子側は以後の実験を全く拒否し、2ヶ月後に急性肺炎で急逝した。